# Tiếng Sherpa
 Tiếng Sherpa (cũng được gọi là Sharpa, Xiaerba, Sherwa) là một ngôn ngữ Hán-Tạng được nói ở Nepal và bang Sikkim của Ấn Độ, chủ yếu bởi người Sherpa. Khoảng 200.000 người nói sống ở Nepal (theo điều tra dân số năm 2001), khoảng 20.000 người ở Sikkim (1997) và khoảng 800 người ở Khu tự trị Tây Tạng (1994).

## Một số từ ngữ trong tiếng Sherpa
| Tiếng Việt | Sherpa          |
| ---------- | --------------- |
| Chủ nhật   | ŋi`ma (/ŋ/ Ng') |
| Thứ hai    | Dawa            |
| Thứ ba     | Miŋma           |
| Thứ tư     | Lakpa           |
| Thứ năm    | Phurba          |
| Thứ sáu    | Pasaŋ           |
| Thứ bảy    | Pemba           |

Tên ngày trong tuần bắt nguồn từ tiếng Tạng ("Pur-gae").
Sherpa là một ngôn ngữ SOV, được viết bằng chữ Devanagari hoặc Sambotas.